# Бланкенрат
Бланкенрат (нім. Blankenrath) — громада в Німеччині, розташована в землі Рейнланд-Пфальц. Входить до складу району Кохем-Целль. Складова частина об'єднання громад Цель. Площа — 4,59 км2. Населення становить 1670 ос. (станом на 31 грудня 2020).